# Myrmoteras estrudae
Myrmoteras estrudae är en myrart som beskrevs av Agosti 1992. Myrmoteras estrudae ingår i släktet Myrmoteras och familjen myror. Inga underarter finns listade i Catalogue of Life.